# Resolutie 136 Veiligheidsraad Verenigde Naties
Resolutie 136 van de Veiligheidsraad van de Verenigde Naties was de vierde resolutie van de VN-Veiligheidsraad in 1960 en werd aangenomen op 31 mei dat jaar. De resolutie werd unaniem goedgekeurd en beval Togo aan voor VN-lidmaatschap.

## Inhoud
De Veiligheidsraad had de aanvraag van de Republiek Togo voor VN-lidmaatschap bestudeerd, en beval de Algemene Vergadering aan om Togo het lidmaatschap van de Verenigde Naties toe te kennen.

## Verwante resoluties
- Resolutie 131 Veiligheidsraad Verenigde Naties (Guinee)
- Resolutie 133 Veiligheidsraad Verenigde Naties (Kameroen)
- Resolutie 139 Veiligheidsraad Verenigde Naties (Mali-federatie)
- Resolutie 140 Veiligheidsraad Verenigde Naties (Malagasië)

Lijst ·  133 ·  134 ·  135 ·  136 ·  137 ·  138 ·  139 ·  140 ·  141 ·  142 ·  143 ·  144 ·  145 ·  146 ·  147 ·  148 ·  149 ·  150 ·  151 ·  152 ·  153 ·  154 ·  155 ·  156 ·  157 ·  158 ·  159 ·  160